# Linia sukcesji prezydenckiej (Brazylia)
Linia sukcesji prezydenckiej w Brazylii – zgodnie z art. 79 Konstytucji, w razie opróżnienia urzędu prezydenta Brazylii (tzn. jego śmierci, rezygnacji lub usunięcia z urzędu), zostaje on automatycznie zastąpiony przez wiceprezydenta, który dokańcza jego kadencję. Ostatni raz miało to miejsce w roku 2016, kiedy Michel Temer przejął prezydencki fotel w wyniku usunięcia z urzędu jego poprzedniczki, Dilmy Rousseff. W wypadku zaś, gdyby prezydent elekt zmarł lub zrzekł się najwyższej godności przed jej formalnym objęciem, pierwszym w kolejce jest wiceprezydent elekt. Taka sytuacja miała miejsce w roku 1985, kiedy po śmierci Tancredo Nevesa urząd objął José Sarney.
Obecnie (2025) wiceprezydentem jest Geraldo Alckmin. Zgodnie z art. 80 Konstytucji, w przypadku niemożności sprawowania funkcji przez wiceprezydenta, jego obowiązki czasowo wypełniają kolejno:
- prezydent Izby Deputowanych, obecnie Arthur Lira(inne języki)
- prezydent Senatu Federalnego,  obecnie Rodrigo Pacheco(inne języki)
- prezydent Najwyższego Trybunału Federalnego, obecnie Luís Roberto Barroso(inne języki)

Należy podkreślić, że zgodnie z art. 81 Konstytucji, osoby te dokańczają kadencję prezydenta jedynie w przypadku, gdy do jej zakończenia pozostało więcej niż dwa lata (kadencja jest czteroletnia), w przeciwnym bowiem wypadku następuje rozpisanie nowych wyborów.